# День независимости: Возрождение
«День незави́симости: Возрожде́ние» (англ. Independence Day: Resurgence) — американский научно-фантастический боевик режиссёра Роланда Эммериха, продолжение фильма «День независимости». Мировая премьера состоялась в ряде стран 22 июня 2016 года, в России 23 июня, в США 24 июня.

## Сюжет
События происходят летом 2016 года, спустя 20 лет после первого фильма. На Земле, едва оправившейся после нападения 1996 года, выросло новое поколение, освоившее технологии инопланетян. Выясняется, что инопланетяне оставили маяк, который снова может привлечь захватчиков. Земляне организовали глобальную систему слежения и противостояния возможным нападениям на Землю. Часть системы развернута на Луне, на которой функционирует военная база. Дэвид Левинсон возглавляет систему противостояния враждебным пришельцам. Сын героя первой картины Стивена Хиллера, который погиб во время испытания гибридного истребителя за несколько лет до событий второй части — Дилан — вырос и стал пилотом истребителя. Боевым пилотом стала и дочь президента Патриция. Джасмин Дюброу работает администратором госпиталя.
Перед праздником Дня независимости Дэвид вместе с другими учёными прибывает в Африку, где обнаруживают оставшийся со времён вторжения 1996 года инопланетный корабль. Объект, в отличие от других тарелок, был установлен на землю и, как позже выяснилось, бурил земную кору для выкачивания ресурсов. Глава местных повстанцев, которые вели бои с пришельцами все двадцать лет, приглашает Левинсона на свою базу, где признаётся, что получает какие-то послания во сне и уже нарисовал по ним какой-то белый шар.
Тем временем к Луне приближается сферический корабль. Учёный замечает, что этот объект схож с рисунком повстанца, и требует не атаковать его, но президент США всё равно его сбивает при помощи плазменного луча (земной аналог супероружия, которым пришельцы разрушали города). Джейк прилетает на Землю, где предлагает Дэвиду отправиться на Луну и подобрать осколки сбитой сферы. Глава повстанцев отправляется с ними. В это время экс-президент Уитмор выступает на церемонии открытия праздника. Он собирается о чём-то предупредить народ, но не успевает.
В этот момент к Луне подходит гигантский корабль поперечником около 5000 км, который проходит почти у самой поверхности спутника, притягивает собственным гравитационным полем корабль Джейка, после чего уничтожает лунную базу. Попытка уничтожить корабль системой боевых спутников также оказывается неудачной, корабль уничтожает их всех рассеянным ударом своей пушки, после чего входит в атмосферу, поднимая гравитацией множество городов Азии и обрушивая их на Европу. 
Гигант располагается над Атлантическим океаном, попутно разрушая посадочными модулями множество городов на восточном побережье США, из-за чего в Вашингтоне гибнет мать Дилана. Корабль, используя гигантский лазер как бур, начинает разрушение земной коры с целью добраться до земного ядра.
Тем временем из сбитого на Луне шароподобного корабля извлекают Сферу — как оказалось, искусственный интеллект инопланетного происхождения, последний представитель расы, уничтоженной теми же захватчиками. Эта Сфера прибыла, чтобы спасти население Земли от уничтожения, так как она на одной из планет готовит армию сопротивления из рас, переживших подобные вторжения. Сферу доставляют на Землю в Зону 51. В тот момент группа пилотов пытается проникнуть внутрь корабля, чтобы взорвать там сверхмощные термоядерные заряды, но пришельцы подготовили ловушки и уничтожили почти всех. Джейк Моррисон, Дилан и ещё несколько пилотов выживают, и им удаётся угнать несколько обновлённых истребителей пришельцев.
Бывший президент США Уитмор в Зоне 51 позволяет пришельцу-захватчику войти в его разум, чтобы узнать больше об их расе. Он узнаёт, что, если убить «Пчеломатку», управляющую гигантом, то остальные пришельцы погибнут, а корабль отзовут другие «Пчеломатки». Используя сферу как приманку, при помощи доктора Спурта, они решают заманить «Пчеломатку» в пустыню и убить её. После продолжительного боя с пришельцами Уитмор, управляя истребителем с бомбой, залетает внутрь вражеского флагмана, где взрывает его в надежде уничтожить «Пчеломатку». Взрыв разрушает корабль, но «Пчеломатка» покидает обломки в боевом скафандре с силовым полем и пытается добраться до Сферы, но после новой битвы её убивает звено земных пилотов на захваченных истребителях инопланетян. Другие «Пчеломатки» отзывают корабль за минуту до достижения буром ядра. Сфера потрясена — никому ранее не удавалось убить «Пчеломатку». Она предлагает землянам роль лидеров Галактического Сопротивления. Люди начинают готовиться к контратаке на родной мир захватчиков.

## В ролях
| Актёр            | Роль                              |
| ---------------- | --------------------------------- |
| Лиам Хемсворт    | Джейк Моррисон                    |
| Джефф Голдблюм   | Дэвид Левинсон                    |
| Билл Пуллман     | бывший Президент США Томас Уитмор |
| Джадд Хирш       | Джулиус Левинсон                  |
| Вивика Фокс      | Джасмин Дюброу                    |
| Брент Спайнер    | доктор Бракиш Окун                |
| Шарлотта Генсбур | доктор Катрин Марсо               |
| Джесси Ашер      | Дилан Дуброу-Хиллер               |
| Майка Монро      | Патрисия Уитмор                   |
| Сила Уорд        | Президент США Ланфорд             |
| Анджела Бейби    | Рэйн                              |
| Джои Кинг        | Сэм                               |
| Уильям Фихтнер   | генерал Адамс                     |
| ДеОбия Опарей    | Дикембе                           |
| Грейс Хуанг      | Лин Танг                          |

## Создание
В сентябре 2013 года стало известно о том, что главная роль в фильме была предложена восходящей звезде Майклу Б. Джордану, который на тот момент уже вёл переговоры об участии в перезапуске «Фантастической четвёрки» и седьмом фильме серии «Рокки».
В ноябре 2014 года начало производства было запланировано на май. Съёмки фильма начались 20 апреля 2015 года. Эммерих до последнего момента надеялся, что Уилл Смит присоединится к проекту, и «под него» был даже написан второй вариант сценария. Однако актёр отказался принимать участие в сиквеле.